# Almeidaia aidae
Almeidaia aidae is een vlinder uit de familie nachtpauwogen (Saturniidae).
De wetenschappelijke naam van de soort is voor het eerst geldig gepubliceerd door O. Mielke & Casagrande in 1981.